# Anthology (album)
Anthology dvostruki je kompilacijski album makedonskog rock sastava Leb i sol, koji je objavljen 1995. godine, a objavljuje ga diskografska kuća 'Third Ear Music'.
Materijal snimljen na kompilaciji zabilježio je njihovu kompletnu glazbenu karijeru do tada i sadrži njihove najveće uspješnice koje su objavljene na albumima.

## Popis pjesama

### CD prvi
1. "Aber, dojde donke" (3:35)
2. "Devetka" (4:19)
3. "Kokoška" (3:48)
4. "Nisam tvoj" (3:20)
5. "Damar" (3:28)
6. "Jovano, Jovanke" (4:00)
7. "Akupunktura" (4:08)
8. "Kako ti drago" (3:55)
9. "Talasna dužina" (4:10)
10. "Dikijeva Igra" (3:38)
11. "Uzvodno od tuge" (4:07)
12. "Marija" (6:28)
13. "Rebus" (5:10)
14. "Kumova slama" (5:18)
15. "Ručni rad" (5:08)
16. "Skakavac" (3:01)
17. "Živa rana" (4:35)

### CD drugi
1. "Nosim tvoj žig" (3:35)
2. "Kalabalak" (3:54)
3. "Bistra voda" (4:48)
4. "L. A. Krdija" (5:40)
5. "Kontakt je skup" (4:03)
6. "Tako blizu" (4:36)
7. "Pretposlednji valcer" (4:34)
8. "Country" (2:20)
9. "Mamurni ljudi" (4:20)
10. "Kao kakao" (4:15)
11. "Čuvam noć od budnih" (5:40)
12. "Autoput" (4:15)
13. "Skopje" (2:17)
14. "Čekam kišu" (5:30)
15. "Čukni vo drvo" (3:45)
16. "Putujemo" (4:45)
17. "Uči me majko, karaj me..." (5:20)

## Izvođači
- Vlatko Stefanovski - Gitara, Vokal
- Bodan Arsovski - Bas gitara
- Nikola Dimuševski - Klavijature (CD 1: 1-15, CD 2: 15-17)
- Slobodan Micev - Klavijature (CD 2: 2,4)
- Laza Ristovski - Klavijature (CD 2: 5-7)
- Kiril Džajkovski - Klavijature (CD 2: 9-14)
- Garabet Tavitjan - Bubnjevi (CD 1, CD 2: 8-14)
- Dragoljub Đuričić - Bubnjevi (CD 2: 1-7, 15-17)

- Petar Kargov - Saksofon (CD 2: 4)
- Goce Micanov - Saksofon (CD 2: 10-14)
- Ronnie Wathen - Irske gajde (CD 2: 14)
- Ana Kostovska - Prateći vokali (CD 2: 10,12,14)
- Dragana Šarić - Prateći vokali (CD 2: 10,12,14)
- Kaliopi Bukle - Prateći vokali (CD 2: 15,16)

## Vanjske poveznice
- Discogs - Recenzija albuma